# Irak en los Juegos Olímpicos de París 2024
Irak estuvo representado en los Juegos Olímpicos de París 2024 por un total de 22 deportistas masculinos que compitieron en cinco deportes.
El portador de la bandera en la ceremonia de apertura fue el halterófilo Ali Rubaiawi. El equipo olímpico iraquí no obtuvo ninguna medalla en estos Juegos.